# شيلي بيترسون
شيلي بيترسون (بالإنجليزية: Shelley Peterson)‏ (1952)؛ كاتِبة، ممثلة وروائية كندية.

## روابط خارجية
- شيلي بيترسون على موقع IMDb (الإنجليزية)
- شيلي بيترسون على موقع قاعدة بيانات الفيلم (الإنجليزية)